# Tiagabin
Tiagabin (Handelsname Gabitril®) ist ein krampflösender Arzneistoff, der zur Behandlung von Epilepsien angewendet wird. Chemisch handelt es sich um ein Derivat der Nipecotinsäure.

## Wirkmechanismus
Tiagabin blockiert die Wiederaufnahme des Neurotransmitters Gamma-Aminobuttersäure (GABA) in Nervenzellen. Dadurch wird dessen erregungshemmende Funktion verstärkt.

## Anwendungsgebiete
Tiagabin wird ausschließlich zur Zusatztherapie bei Epilepsien mit fokalen und sekundär generalisierten Anfällen eingesetzt.

## Nebenwirkungen
Dosisabhängig treten Schwindelgefühl, Müdigkeit bis hin zur Schläfrigkeit, Kopfschmerzen, Zittern, Gleichgewichtsstörungen, Konzentrationsschwierigkeiten, geistige Verlangsamung und Übelkeit auf. Dosisunabhängig allergische Nebenwirkung treten bei Tiagabin kaum auf. Bei chronischer Anwendung kann es allerdings in Einzelfällen einen sogenannten nichtkonvulsiven Status epilepticus hervorrufen, eine Aneinanderreihung von kleinen Anfällen mit Bewusstseinseinschränkung ohne motorische Äußerungen.

## Vermarktung
In Deutschland wurde der Vertrieb zum November 2013 eingestellt. Der Anbieter Teva Pharmaceutical Industries nannte dafür wirtschaftliche Gründe.